# El Paujil
El Paujil is een gemeente in het Colombiaanse departement Caquetá. De gemeente telt 14.852 inwoners (2005).
Albania · Belén de los Andaquies · Cartagena del Chairá · Currillo · El Doncello · El Paujil · Florencia · La Montañita · Puerto Milán · Morelia · Puerto Rico · San José del Fragua · San Vicente del Caguán · Solano · Solita · Valparaíso